# Castell de Bendinat
Castell de Bendinat (hiszp. Castillo de Bendinat) – miejscowość w Hiszpanii,  na Balerach, na Majorce, w comarce Serra de Tramuntana, w gminie Calvià.
Według danych INE z 2005 roku miejscowość zamieszkiwało 447 osób. Numer kierunkowy to +34.